# Шпилькаркові
Шпилькаркові, або неместриніди (Nemestrinidae) — родина двокрилих комах з підряду коротковусих (Brachycera). Включає близько 300 видів.

## Опис

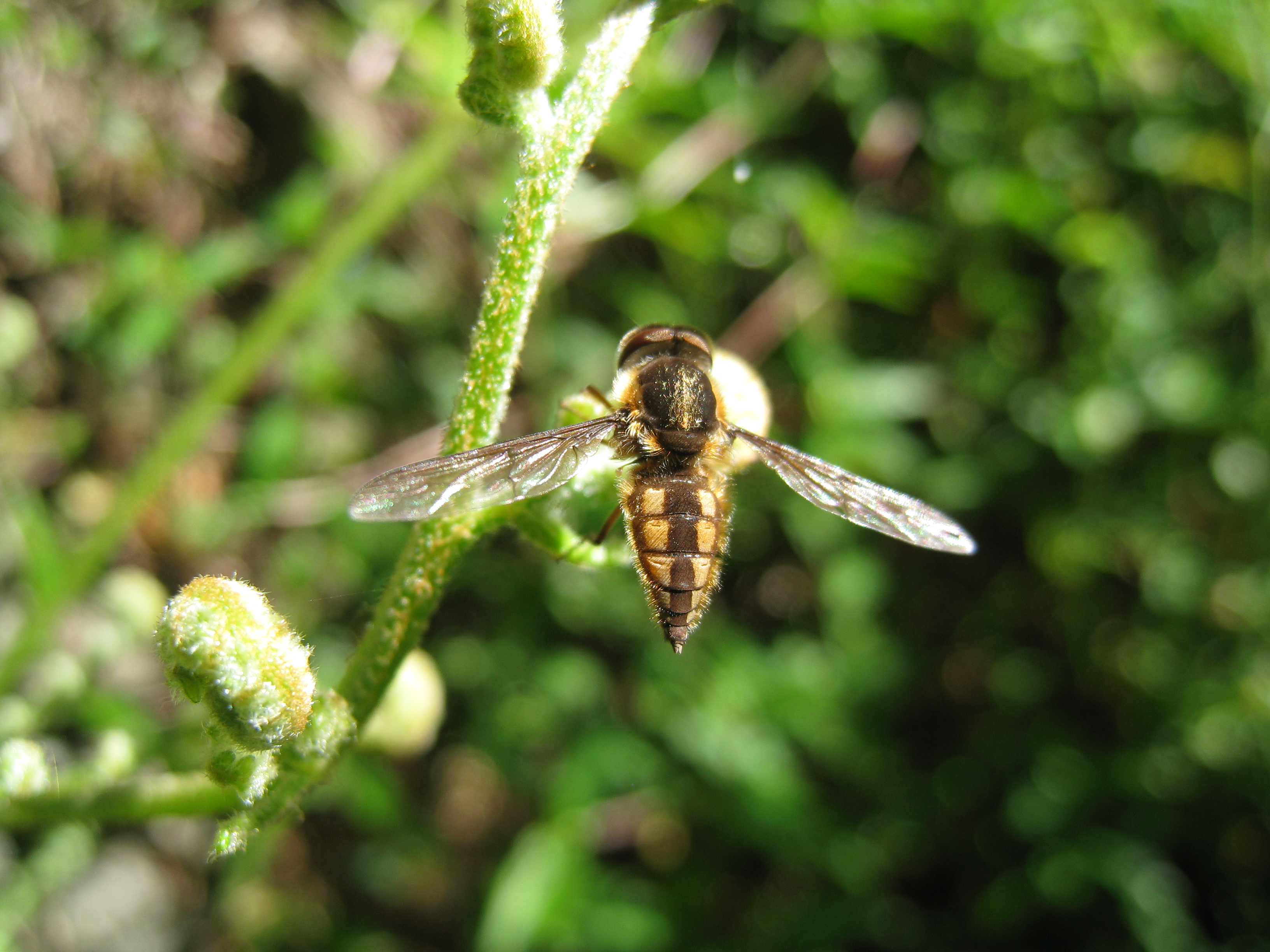
Trichophthalma bivitta

Родина включає середніх і великих мух (12-20 мм). Тіло вкрите густим опушенням, що робить їх схожими на бджіл. Голова округла, очі займають більшу частину голови. Очі, як правило, у обох статей не стикаються. На тім'яному горбку розташовуються три простих вічка. Хоботок може бути довгим, в декілька разів довше тіла, хоча у деяких видів він редукований. Жилкування у вершинній частини крила сітчасте, гілки жилок R і M йдуть більш-менш паралельно і злегка сходяться до вершини крила. Є складна «діагональна» жилка, яка йде від основи Rs до загального місця впадання CuA1 + M3. Черевце звичайно ширше грудей.

## Спосіб життя
Личинки — ендопаразити саранових з підродини Trichopsideinae та личинок пластинчастовусих жуків з роду Hirmoneura. Розвиток деяких видів відбувається з гіперметаморфозу. Самиці відкладають до 5 тисяч яєць, з яких вилуплюються рухливі личинки-планіди, які активно розшукують господаря і, проникнувши в нього, та перетворюються на нерухому личинку. Личинку з місцем її проникнення пов'язує довга дихальна трубка, яка поновлюється з кожним линянням. Личинки четвертого віку, покинувши господаря, заляльковуються в ґрунті. Мухи живляться нектаром. Їх можна часто спостерігати зависаючи над квітучими рослинами.

## Роди
- Atriadops
- Ceyloniola
- Cyclopsidea
- Eohirmoneura Rohdendorf, 1968
- Fallenia
- Hirmoneura
- Hirmoneurinae
- Hyrmophlaeba Rondani, 1864
- Moegistorhynchus
- Nemestrinus
- Neohirmoneura
- Neorhynchocephalus Lichtwardt, 1909
- Nycterimorpha
- Nycterimyia
- Palembolus Scudder, 1878
- Prohirmoneura Handlirsch, 1906
- Prosoeca
- Rhagionemestrius Usachev, 1968
- Sinonemestrius
- Stenobasipteron
- Stenopteromyia
- Trichopdidea
- Trichophthalma
- Trichopsidea Westwood, 1839

Викопні роди
- † Archinemestrius Rohdendorf, 1968
- † Protonemestrius Rohdendorf, 1968
- † Aenigmestrinus Mostovskii, 1998
- † Mesonemestrius Q. Q. Zhang J. F. Zhang et Wang, 2017
- † Ahirmoneura K. Y. Zhang, D.Yang, et Ren, 2008
- † Florinemestrius Ren, 1998